# Taïfa

L’époque des taïfas : al-Andalus morcelé en 1037

Une taïfa (arabe : طائفة) ou royaume de taïfa (arabe : ملوك الطوائف : parti, groupe ou faction) est un royaume (émirat) musulman indépendant, formé après la dissolution du califat de Cordoue en 1031, situé dans la partie musulmane de la péninsule Ibérique.

## Situation géostratégique
Cette section ne s'appuie pas, ou pas assez, sur des sources secondaires ou tertiaires indépendantes du sujet.

Pour l'améliorer, ajoutez-en, ou placez des modèles {{Source secondaire souhaitée}} ou {{Source secondaire nécessaire}} sur les passages mal sourcés. (octobre 2024)
Le roi d’une taïfa est parfois faible d'un point de vue militaire et économique, et souvent concurrent de ses voisins. Al-Andalus est alors morcelée et divisée. La situation s’inverse par rapport au califat : ce sont des colonnes chrétiennes qui effectuent maintenant des chevauchées pour se procurer butin, otages et prisonniers, ou encore contraindre les taïfas frontalières des royaumes chrétiens à payer un « paria » (tribut). Les États chrétiens, alors en cours de formation, ne pouvaient annexer les territoires après une victoire. Ils emportaient donc le butin ou la promesse de tribut en laissant le souverain local en place.
C’est une époque de division entre musulmans en al-Andalus : la fitna sévit, même si la période des taïfas est particulièrement dynamique sur le plan culturel et artistique.

## Classement des taïfas
Les taïfas sont classées selon l'origine ethnique de leur dirigeant et non de leur population, souvent diverse. Selon leurs trois origines, les dirigeants sont :
- des chefs tribaux berbères comme les Zirides à Grenade, ou les Ifrenides à Ronda et à Cordoue ;
- des mercenaires des armées slaves anciennement esclavons, les saqālibas des Califes (principalement dans le royaume de Valence et le royaume d'Almeria) ;
- des émirs arabes proclamant leur domination sur certaines zones, comme les Abbadides à Séville (le plus puissant des royaumes avec la Taïfa de Saragosse et celle de Grenade) et les Toujibides, puis les Houdides à Saragosse.

Il existe une rivalité entre les taïfas d'origine arabo-andalouse et les taïfas d'origine berbère.

## Les trois époques des taïfas
Au cours de l'histoire d'al-Andalus, il y eut trois époques d'anarchie où les différents royaumes, appelés taïfas, luttaient entre eux :
- la première période de taïfas, de 1031 (effondrement du califat de Cordoue) à 1085/1112 (conquête almoravide) ;
- la seconde période de taïfas, de 1145 (effondrement des almoravides) à 1163/1203 (conquête almohade) ;
- la troisième période de taïfas, de 1224 (effondrement des almohades) à 1266 (Reconquista) : seul l'émirat de Grenade survécut à cette période jusqu'en 1492.

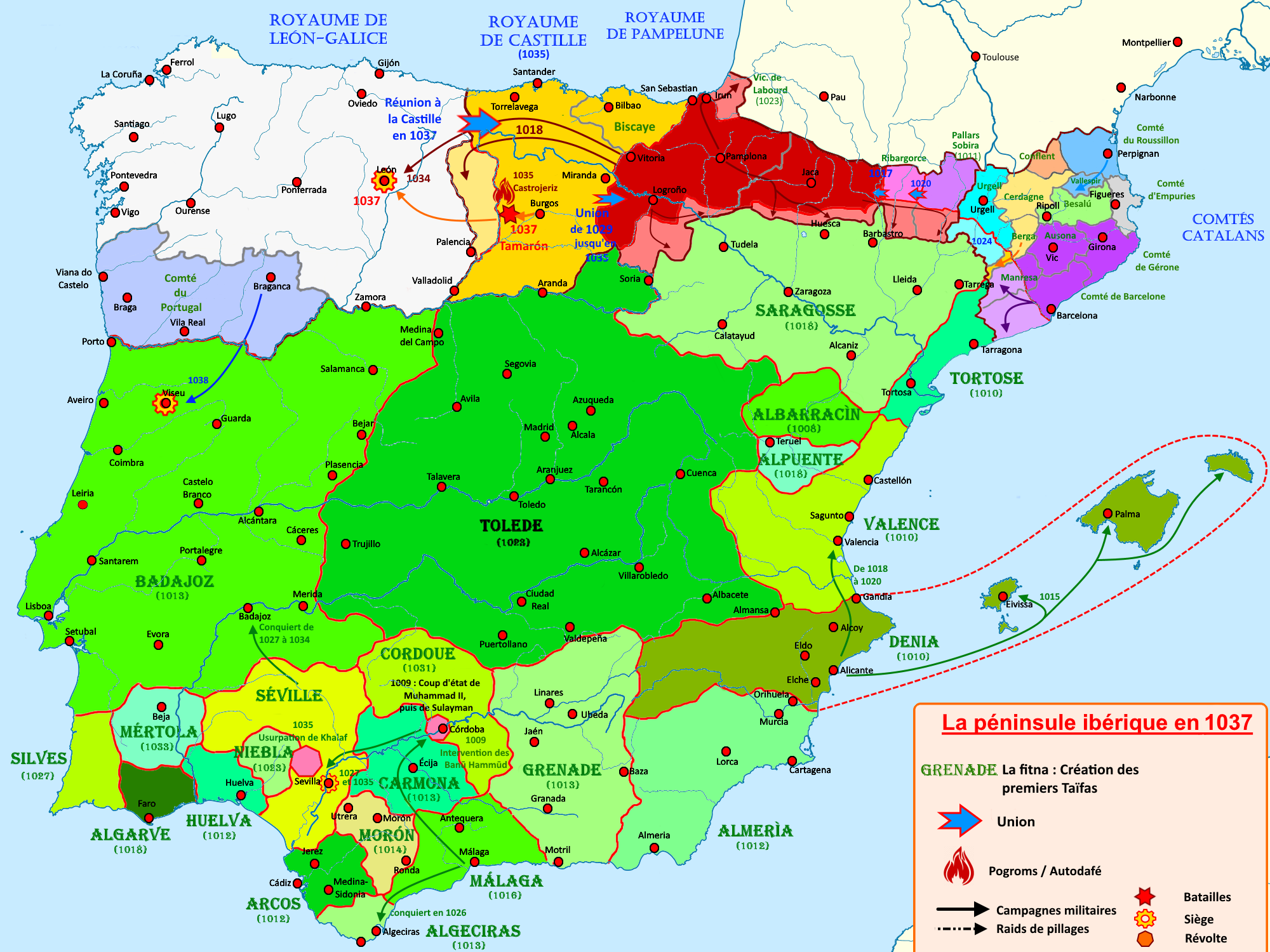
Première époque des Taïfas en 1031
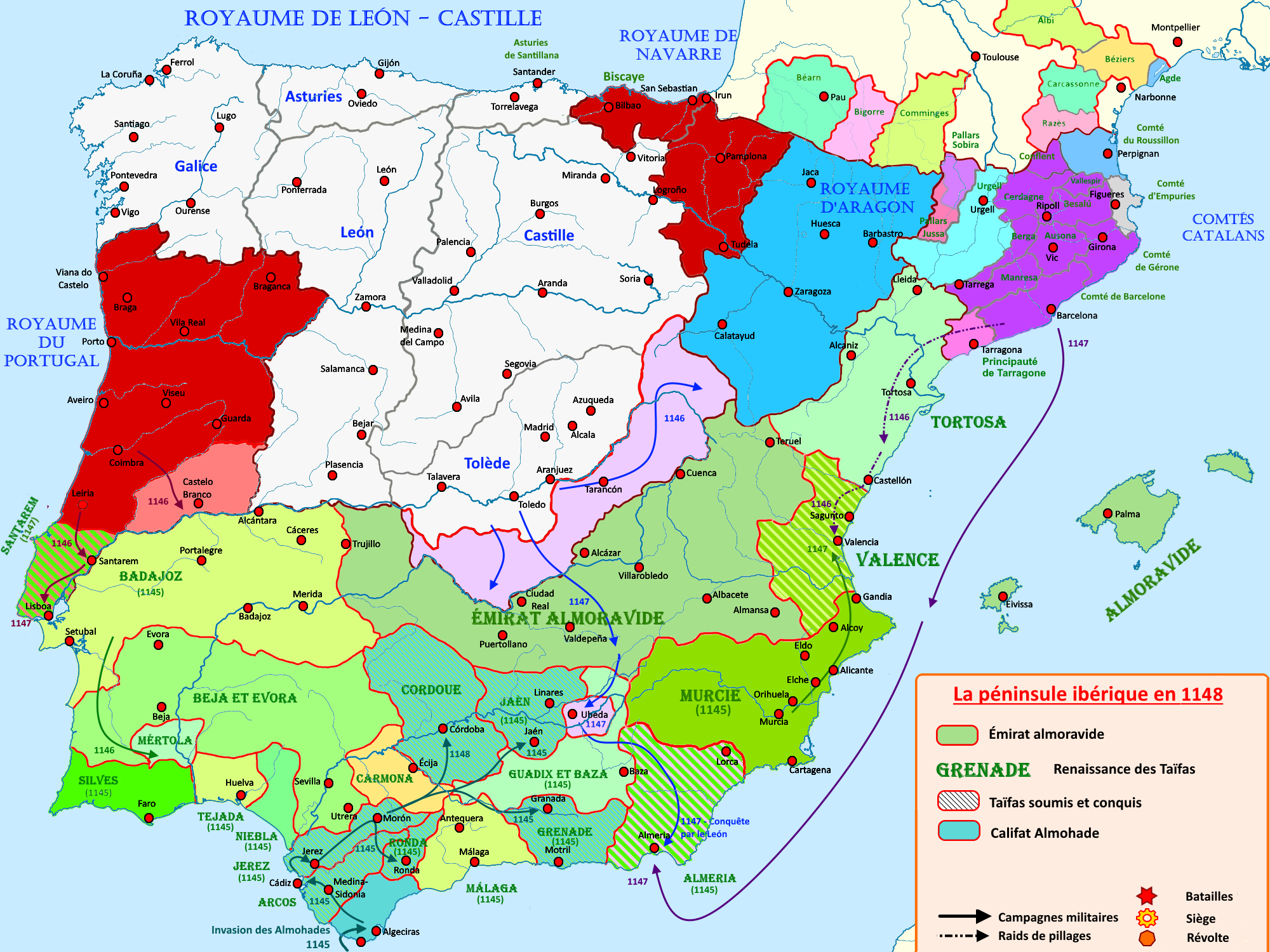
Les Taïfas de la seconde période en 1148

#### Articles génériques
- Al-Andalus (711-1492)
- Reconquista (722-1492)

#### Autres articles
- Architecture des royaumes de taïfa
- Poésie arabe à l'époque des taïfas (es)
- Branès/Baranès/Baranis (ensemble flou de peuples berbères)